# Puerta de San Juan (Bermeo)
La Puerta de San Juan en Bermeo en Vizcaya (País Vasco, España) es un elemento arquitectónico de carácter defensivo que queda en la actualidad como uno de los escasos vestigios de la muralla medieval que envolvía la villa de Bermeo. Consta de torreón con puerta de acceso y fragmento de lienzo de muro a ambos lados del mismo. Elemento aparejado en piedra, mayoritariamente trabajada en mampostería aunque en algunos puntos se observan sillares.
La puerta se abre exteriormente a través de arco ojival e interiormente a través de arco escarzano. Presenta algunas saeteras en la parte superior del portal, así como almenado rehecho recientemente en el muro situado a la izquierda de la puerta.

## Imágenes

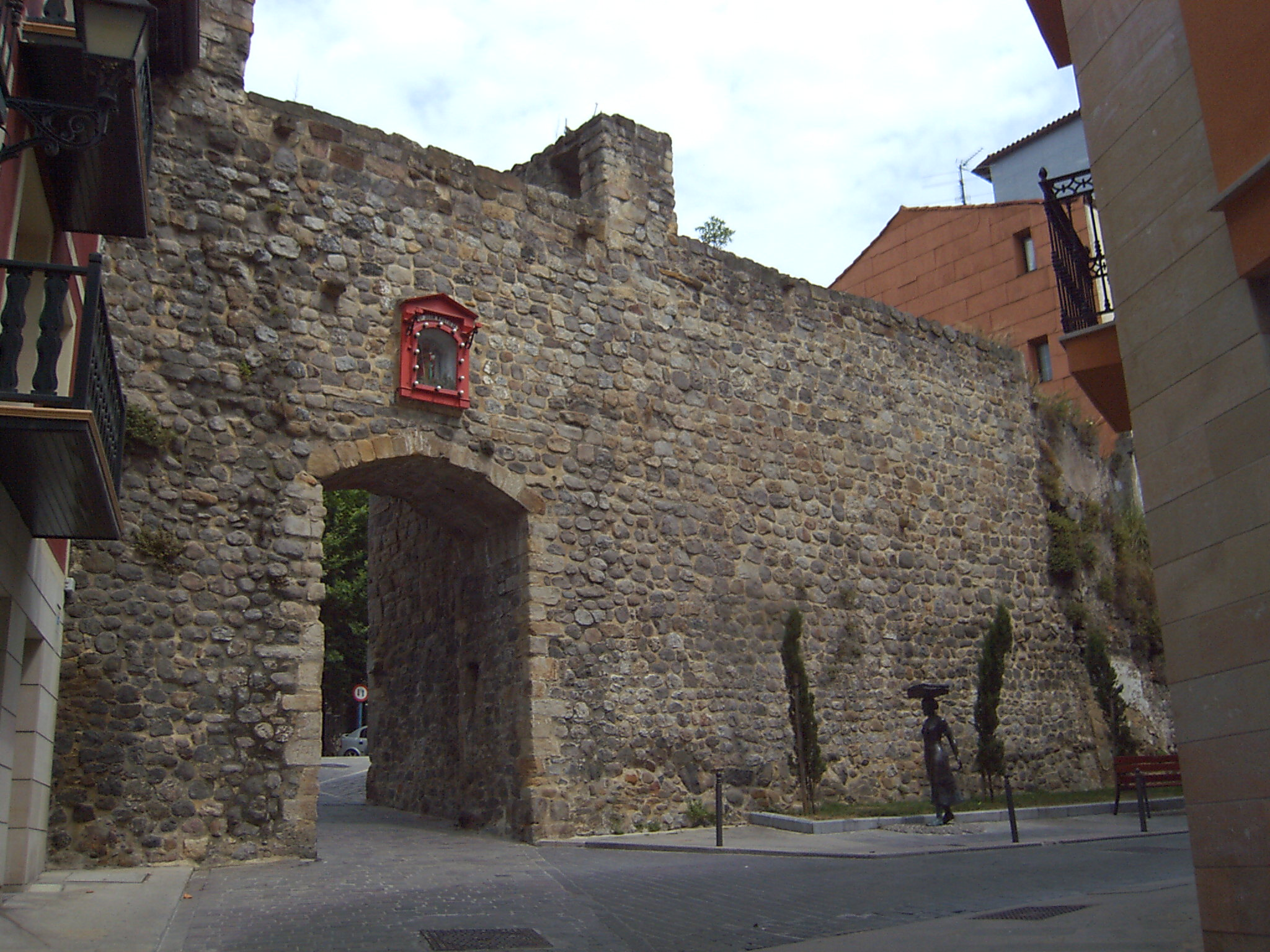
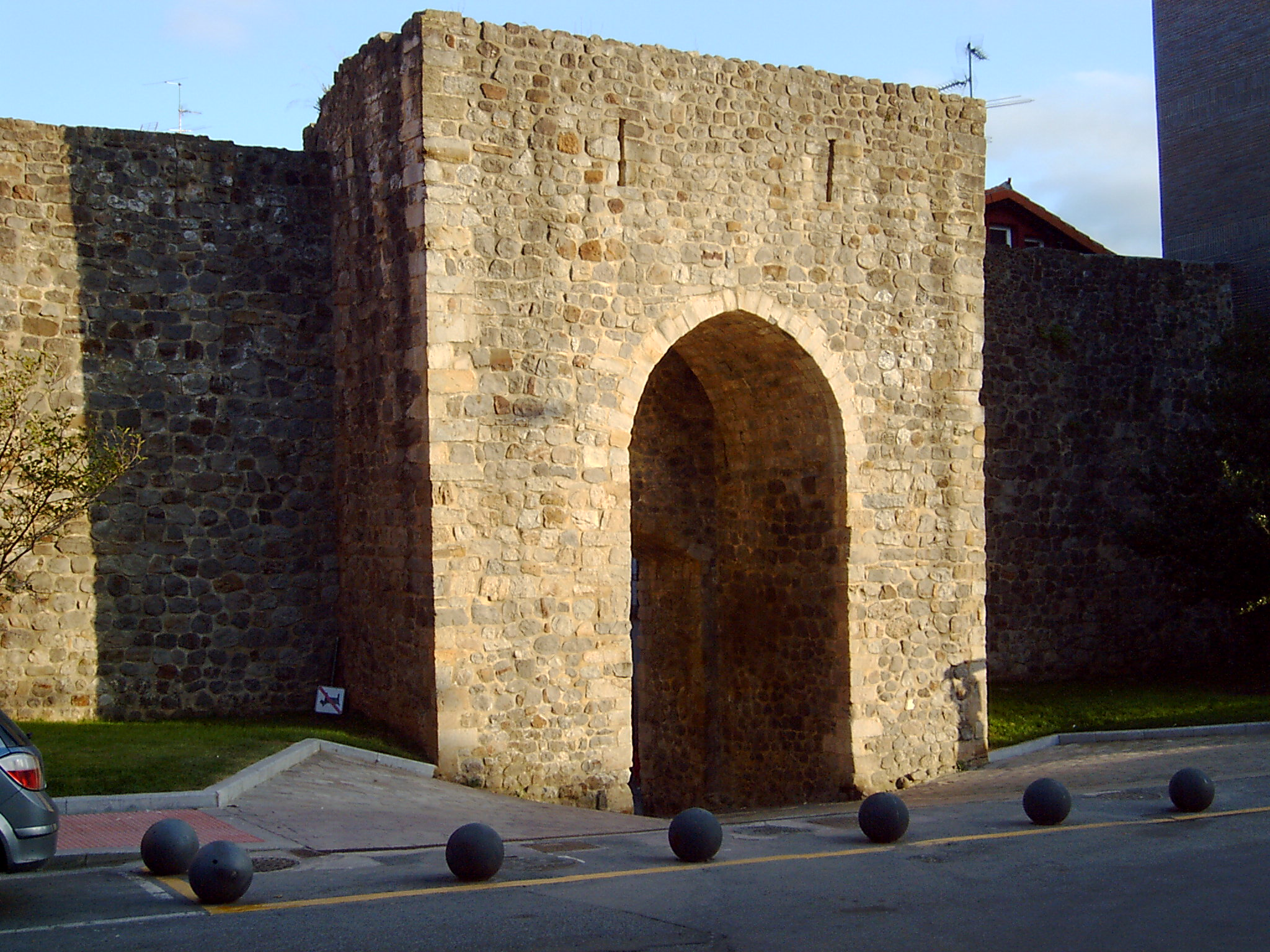
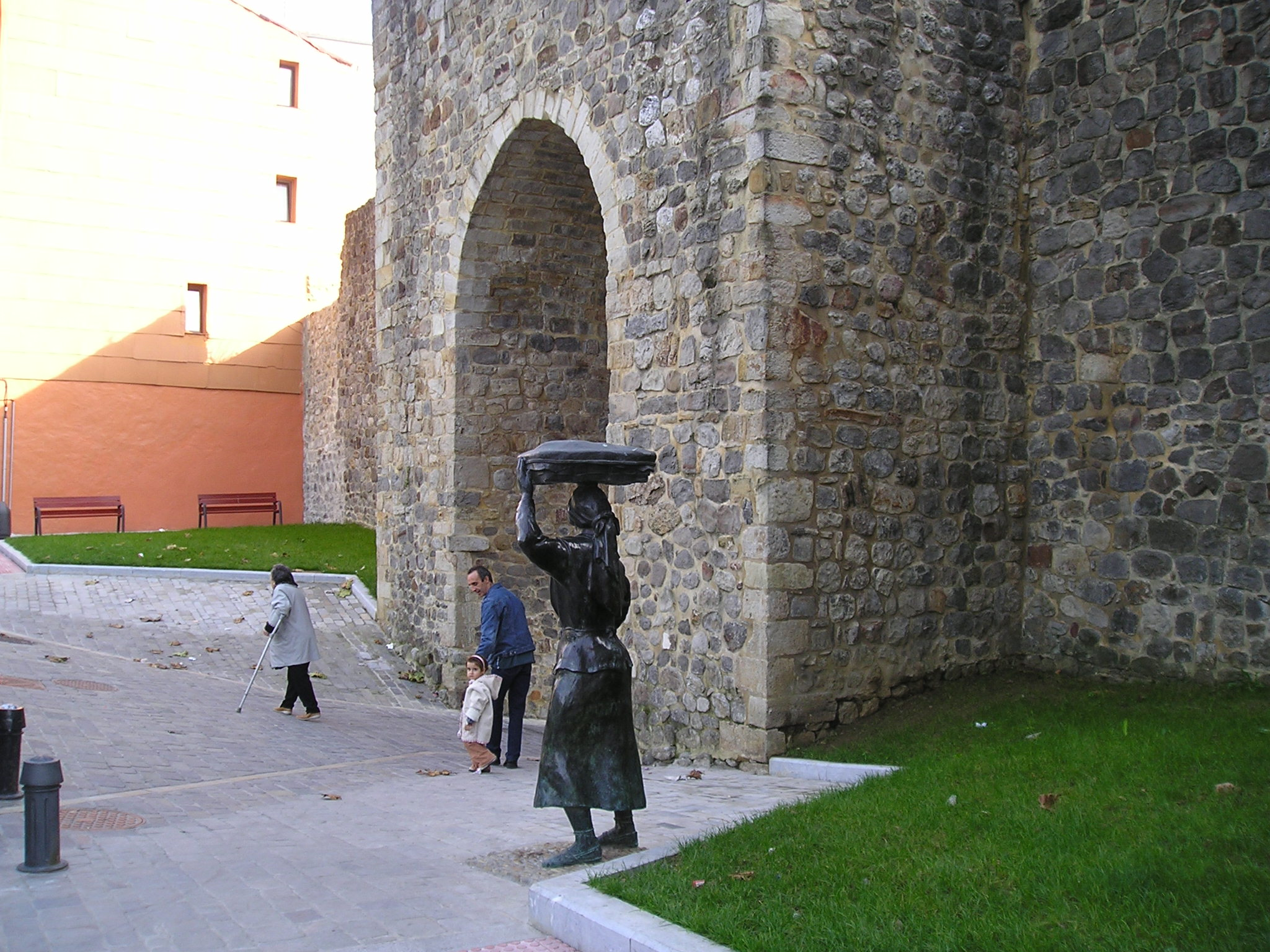